# Pseudolyonsita
La pseudolyonsita és un mineral de la classe dels fosfats. Rep el seu nom per la seva relació amb la lyonsita, de la qual és visualment similar.

## Característiques
La pseudolyonsita és un fosfat de fórmula química Cu₃(VO₄)₂. Va ser aprovada com a espècie vàlida per l'Associació Mineralògica Internacional l'any 2009. Cristal·litza en el sistema monoclínic. És un mineral dimorf de la mcbirneyita.
Segons la classificació de Nickel-Strunz, la pseudolyonsita pertany a «08.AB - Fosfats, etc. sense anions addicionals, sense H₂O, amb cations de mida mitjana» juntament amb els següents minerals: farringtonita, ferrisicklerita, heterosita, litiofilita, natrofilita, purpurita, sicklerita, simferita, trifilita, karenwebberita, sarcòpsid, chopinita, beusita, graftonita, xantiosita, lammerita, lammerita-β, mcbirneyita, stranskiïta i lyonsita.

## Formació i jaciments
Va ser descoberta al volcà Tolbàtxik, situat a l'óblast de Kamtxatka, al districte Federal de l'Extrem Orient, Rússia. Es tracta de l'únic indret on ha estat trobat aquest mineral.